# 2427 Kobzar
A 2427 Kobzar (ideiglenes jelöléssel 1976 YQ7) a Naprendszer kisbolygóövében található aszteroida. Nyikolaj Sztyepanovics Csernih fedezte fel 1976. december 20-án.